# Comarque de Eo-Navia
La comarque d'Eo-Navia est l'une des huit comarques fonctionnelles ou aires de planification territoriale qui devraient voir le jour après l'accès au statut d'autonomie des Asturies. Elle comprend, d'est en ouest, les consejos (communes) de :
- Valdés
- Navia
- Villayón
- Coaña
- Boal
- Illano
- Pesoz
- Grandas de Salime
- El Franco
- Tapia
- San Martín de Oscos
- Santa Eulalia de Oscos
- Villanueva de Oscos
- Castropol
- Vegadeo (en asturien A Veiga)
- San Tirso de Abres
- Taramundi